# Fort Sainte-Anne (Vermont)
Pour les articles homonymes, voir Fort Sainte-Anne.
Le fort Sainte-Anne est un fort français de la Nouvelle-France construit en 1666 sur l'Isle La Motte, dans l'État actuel du Vermont, aux États-Unis.

## Description

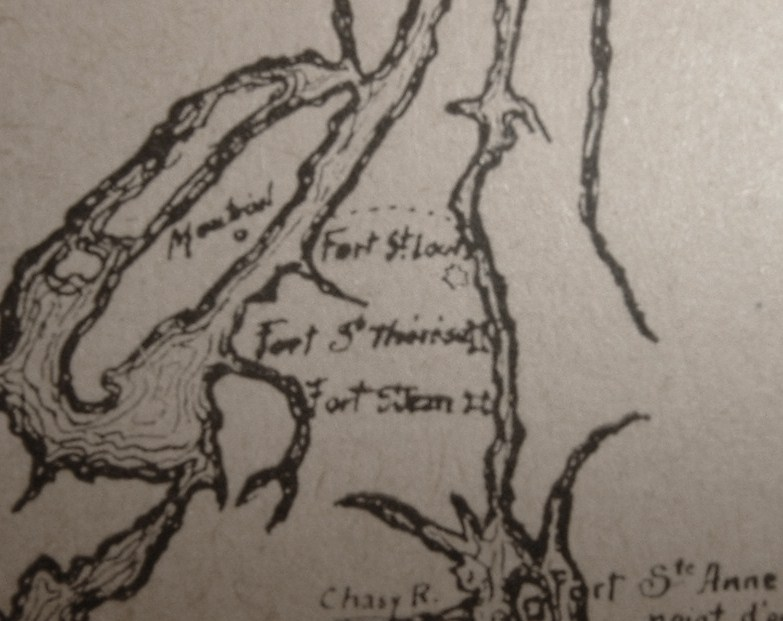
Carte du Fort Saint-Anne et d'autre forts sur la rivière Richelieu vers 1666 pour la campagne du Régiment de Carignan-Salières

Consacré à sainte Anne, le fort est le premier établissement construit sur l'île. Il est le dernier des cinq forts en ligne qui longeaient la rivière Richelieu, afin de protéger le Canada des attaques des Iroquois. Les quatre autres forts sont les Richelieu, Chambly, Sainte-Thérèse, et Saint-Jean.

## Histoire
Alexandre de Prouville de Tracy, lieutenant-général de la Nouvelle-France, fait construire les forts par quatre compagnies du régiment de Carignan-Salières. Les trois premiers forts sont construits en 1665, et les deux autres en 1666. 
À la fin de 1665, trois des cinq nations iroquoises font la paix à Québec. Le gouverneur Daniel Rémy de Courcelle envoie Tracy à l'automne de 1666 avec 1 200 hommes, ainsi que des Hurons et des Algonquins pour attaquer les deux autres nations iroquoises, les Agniers et les Onneiouts. Les Agniers s'enfuient dans la forêt et, l'année suivante, la paix est établie avec ses deux nations ; elle dure 17 ans. Ce fort fut le plus vulnérable aux attaques des Iroquois.
À l'issue de la guerre de Sept Ans, en 1763, le fort est cédé à l'Angleterre.  En 1777, l'île passe sous l'administration du Vermont.